# 呼和浩特号导弹驱逐舰
“呼和浩特”号导弹驱逐舰（舷号161）简称“呼和浩特”舰，是052D型导弹驱逐舰十二号舰，现服役于中国人民解放军海军南部战区海军驱逐舰第二支队。此舰乃是“驱二支”所接收的第一艘052D型导弹驱逐舰。

## 服役活动
2022年1月15日，解放军海军161号“呼和浩特”舰与575号“岳阳”舰、907号“骆马湖”舰编为第四十批护航舰队，从广东省湛江市起航，赴亚丁湾海域执行护航任务，任务期为2022年2月4日至2022年6月8日，直至2022年7月5日才回港。
2023年3月2日，解放军海军31号“海南”舰完成了服役以来的首次远航，出现在西太平洋海域。此次远航以“海南”舰为核心，包含161号“呼和浩特”舰及另外两艘军舰。
2023年12月4日，“呼和浩特”號和054A“宜興”號行經台灣西部外海時遭國軍海軍迪化艦以無線電廣播驅離。
1. ↑  . 自由時報.   [2023-12-07]. （原始内容存档于2023-12-07）.